# Verraco

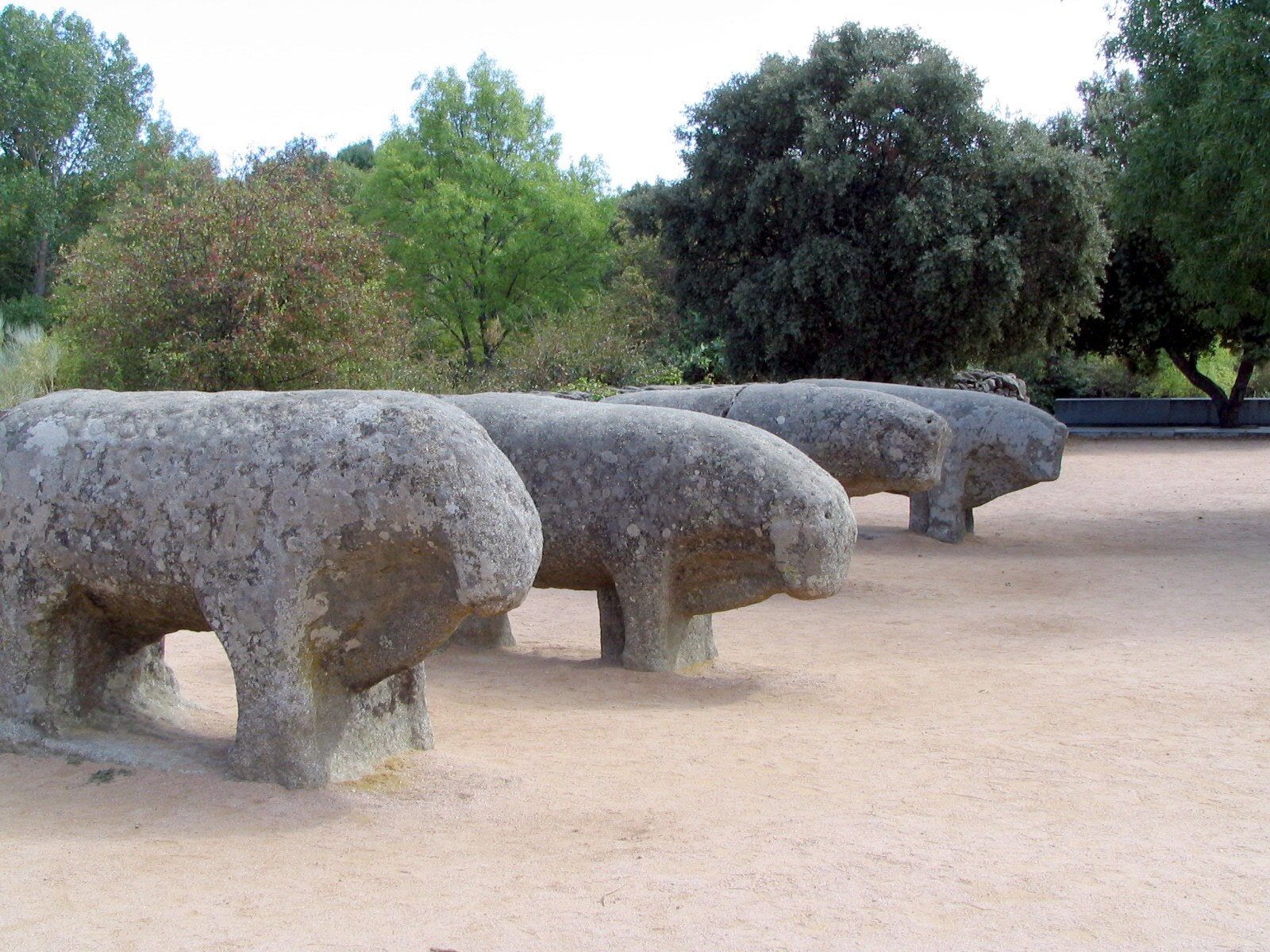
I tori di Guisando, a El Tiemblo, Castiglia e León, Spagna.

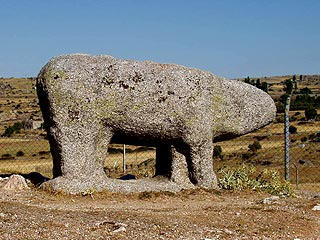
Verraco a Mingorría, Castiglia e León, Spagna.

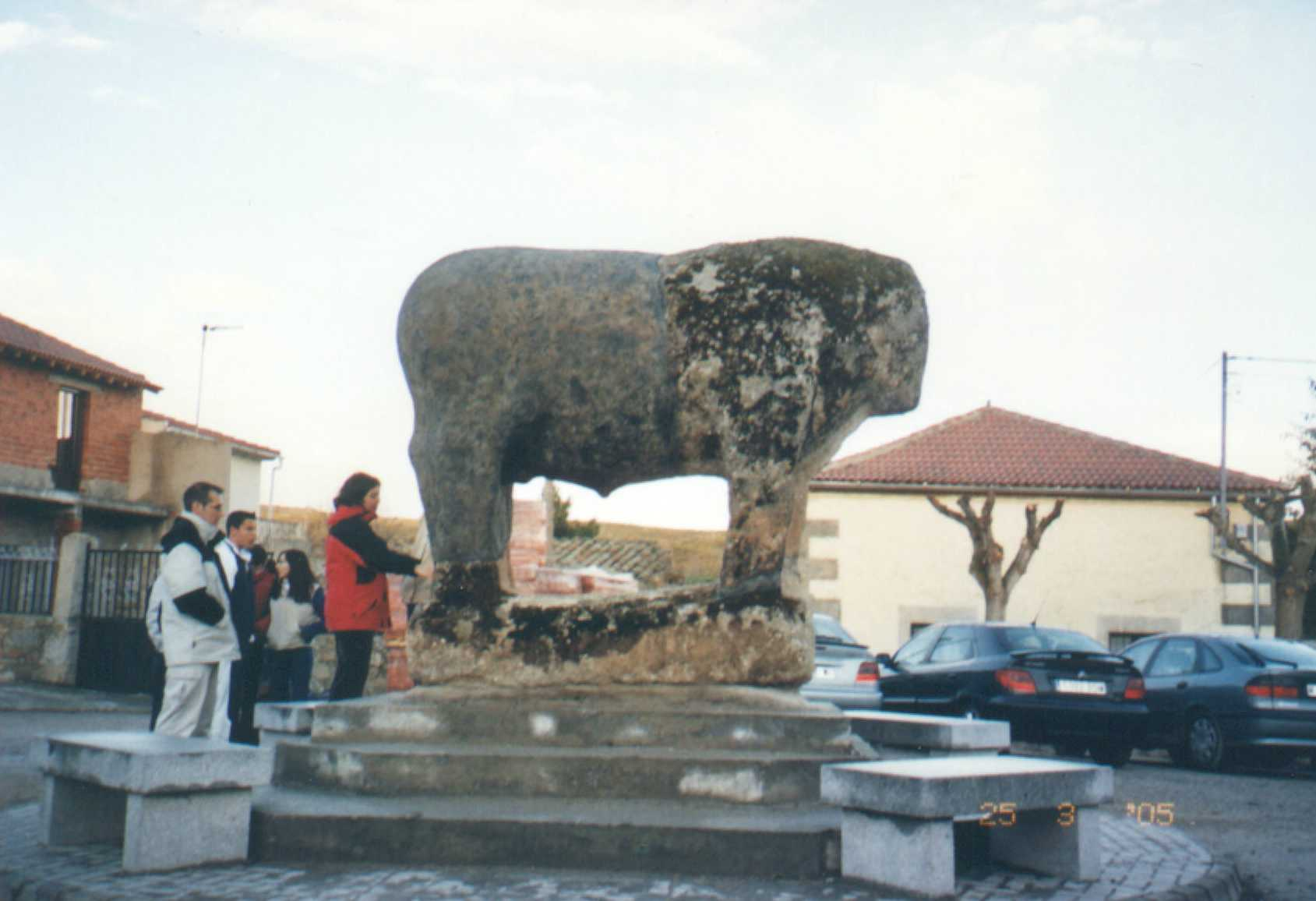
Verraco situato nella Plaza mayor di Villanueva del Campillo. È la più grande scultura zoomorfa di Vettones finora trovata nella penisola iberica.

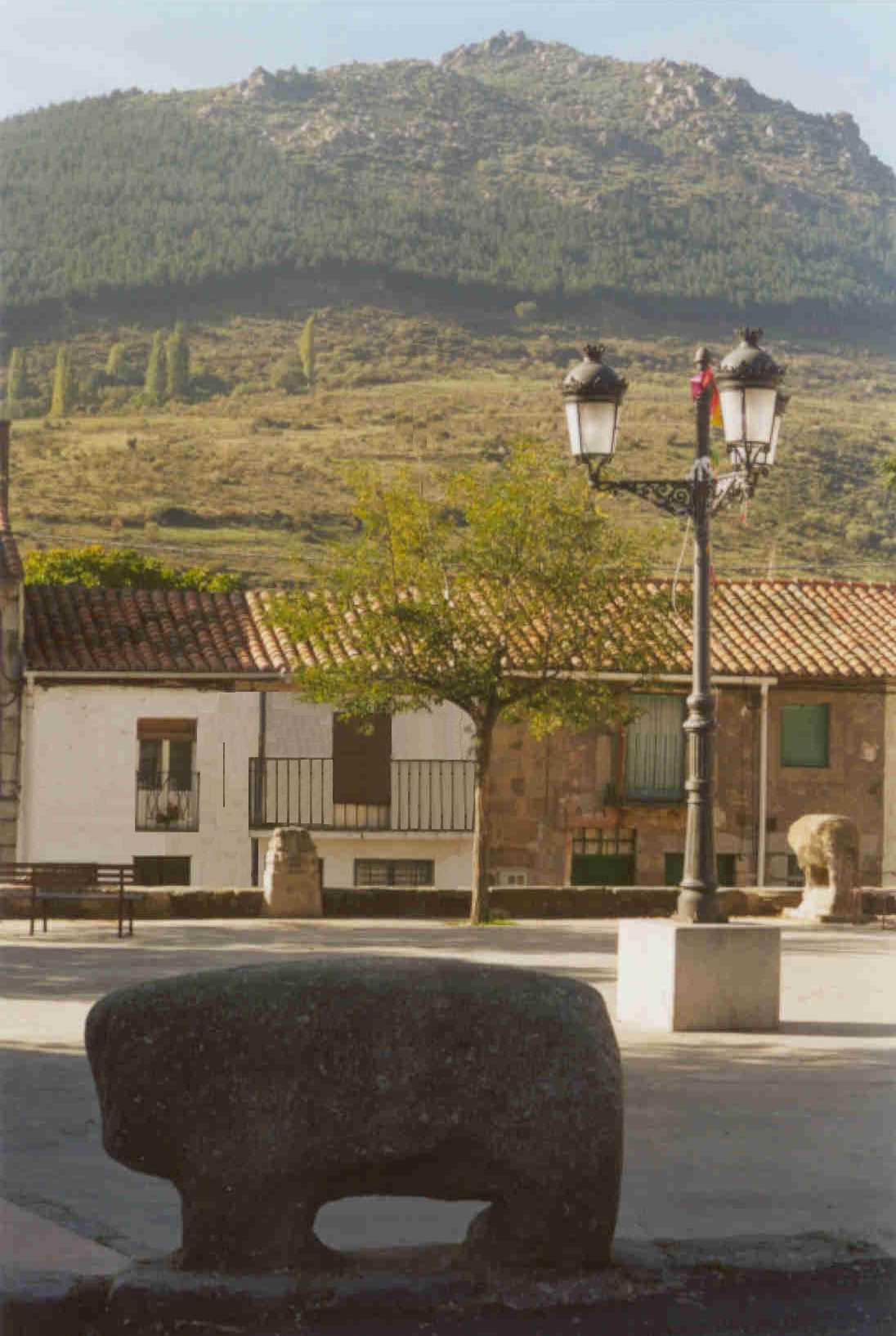
Verraco a Villatoro, Castiglia e León, Spagna.

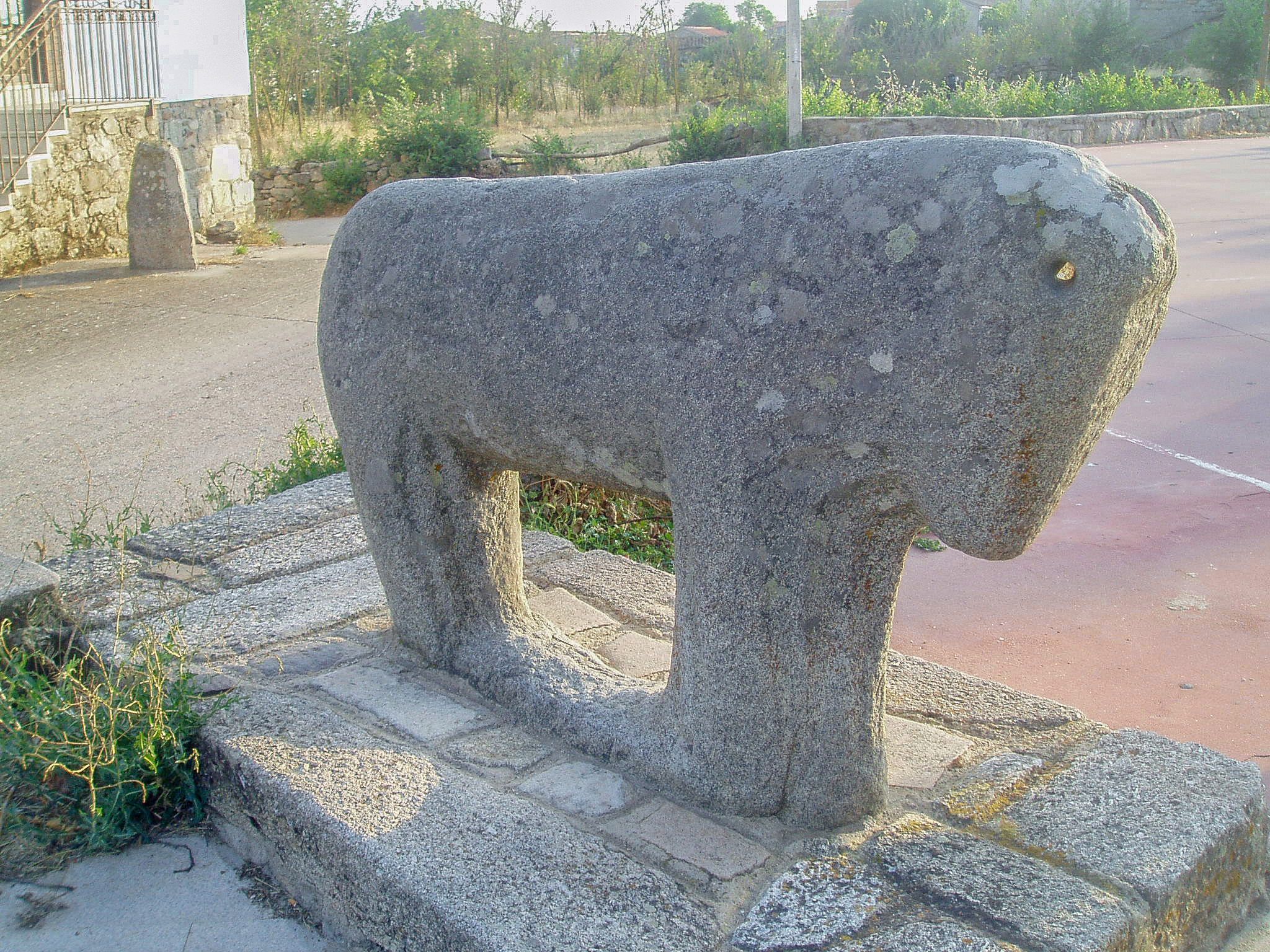
Il "Mulo" di Villardiegua de la Ribera, Castiglia e León, Spagna.

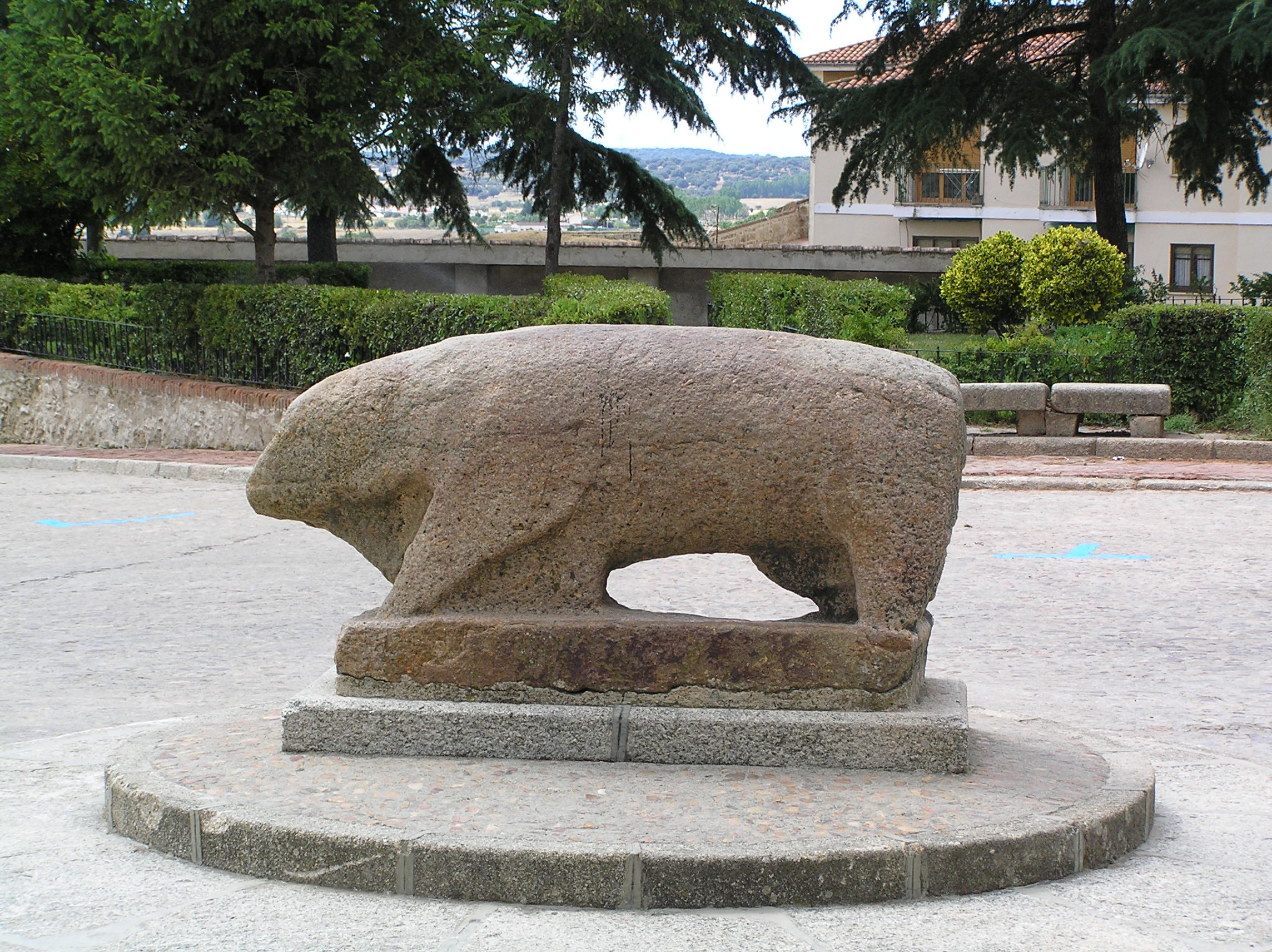
Verraco a Ciudad Rodrigo, Castiglia e León, Spagna.

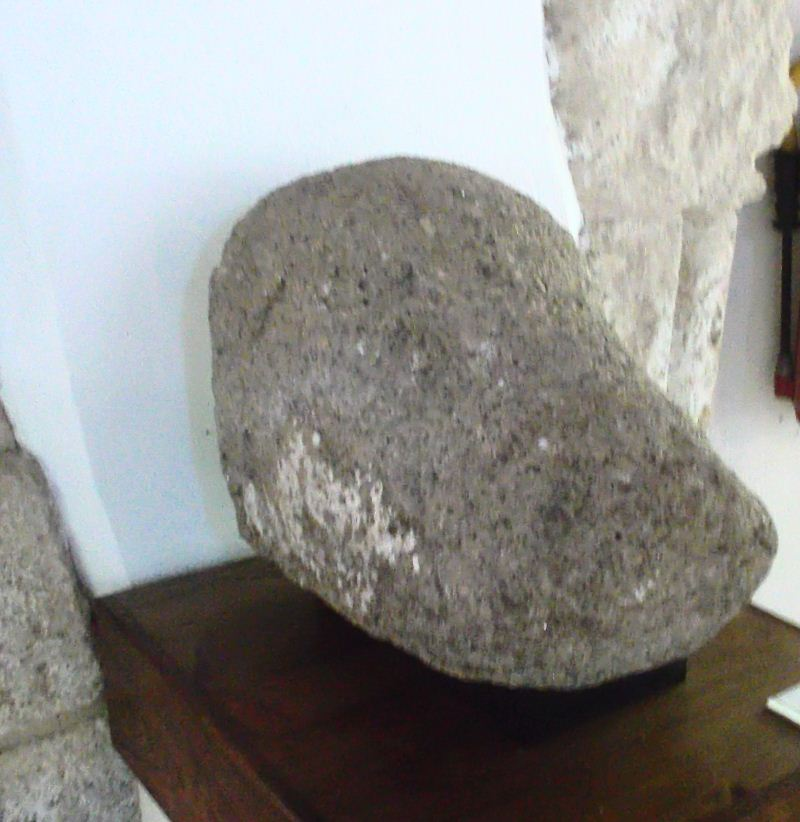
Testa di Verraco portoghese - Museo Civico di Marvão: l'occhio destro del maiale è chiaramente visibile.

I verraco (etimo di lingua spagnola che significa cinghiale - pl. verracos; berrão in lingua portoghese) sono monumenti megalitici in granito della Penisola iberica attribuiti al popolo dei Vettoni. Si tratta di sculture d'animali ubicate nella parte occidentale della Meseta, l'altopiano centrale della Penisola, nelle province spagnole di Ávila, Salamanca, Segovia, Zamora, Cáceres e Ourense e nelle province portoghesi di Beira Baixa, Beiras e Serra da Estrela, Douro e Terras de Trás-os-Montes. Sono stati identificati oltre 400 verraco.
La parola spagnola verraco si riferisce normalmente ai cinghiali e le sculture sono talvolta chiamate "verracos de piedra" (it. "maiali di pietra") per distinguerle dagli animali vivi. I verracos di pietra sembrano rappresentare non solo i maiali ma anche altri animali. Alcuni sono stati identificati come tori, e il villaggio di El Oso, Ávila, chiamato per "l'orso", ha un verraco che presumibilmente rappresenta un orso. Le loro date vanno dalla metà del IV al I secolo a.C. Ci sono alcuni segni di monumenti zoomorfi simili nelle terre della Polonia dello stesso periodo o più antichi.
Anche se forse non erano limitati a un solo utilizzo, i verraco erano una parte essenziale del paesaggio dei Vettones, uno dei popoli preromani della penisola iberica . Si è generalmente ipotizzato, dalla loro elevata visibilità nei loro dintorni originari dei campi aperti, che queste sculture avessero un significato religioso protettivo, sia a guardia della sicurezza del bestiame che come monumenti funerari (alcune di esse recano iscrizioni funerarie latine). I verraco sono particolarmente numerosi anche nelle vicinanze delle comunità celtiberiche murate che i romani avevano chiamato oppida.

## Verracosnotevoli

### Portogallo
- Murça
  - Porca de Murça (lett. "scrofa di Murça", anche se la scultura sembra rappresentare un cinghiale, cioè un maschio piuttosto che una femmina di maiale). Il nome è stato preso per designare un vino rosso del distretto di Douro.[2]
- Torre de Dona Chama
  - Berroa
- Marvão

### Spagna

#### Castiglia e León

##### Provincia di Ávila
- Aldea del Rey Niño
- Arévalo (un verraco nel Palacio del general Vicente de Río)
- Ávila (14 verraco da Tornadizos e 3 trovati vicino al fiume Adaja )
- Cardeñosa (Castro di Las Cogotas )
- Chamartín (5 verraco, il meglio conservato è il Verraco del Castro de la Mesa de Miranda)
- Martiherrero (4 verraco)
- Mingorría
- Mirueña de los Infanzones (2 verraco incastonati nel muro d'una casa)
- Narrillos de San Leonardo, Ávila
- El Oso (lett. "L'orso", il verraco che dà il nome alla città)
- San Miguel de Serrezuela (oggi a El Torreón de los Guzmanes nella città di Ávila)
- Santa María del Arroyo (Verraco di Santa María del Arroyo)
- Santo Domingo de las Posadas (1 verraco)
- Solosancho (2 verraco, Castro de Ulaca)
- El Tiemblo (4 verraco noti come "Tori di Guisando")
- Tornadizos de Ávila (8 verraco conservati)
- La Torre (2 verraco senza testa nell'atrio della chiesa e altri incastonati in un muro)
- Villanueva del Campillo (2 verraco, uno dei più grandi d'Europa)
- Villatoro (3 verraco)
- Vicolozano, Ávila

##### Provincia di Salamanca
- Ciudad Rodrigo (2 verraco, uno dei Gallegos de Argañán)
- Gallegos de Argañán (uno oggi nel Museo di Salamanca e l'altro nella Casa de la Cultura a Ciudad Rodrigo )
- Juzbado
- Larrodrigo
- Ledesma
- Lumbrales (2 verraco)
- Masueco (oggi nel Museo di Salamanca )
- Monleón
- Puente del Congosto
- La Redonda (oggi nel Museo di Salamanca )
- Salamanca (il verraco del ponte citato in El Lazarillo de Tormes accanto al ponte romano e diversi verracos nel Museo)
- San Felices de los Gallegos
- Santibáñez de Béjar
- Tabera de Abajo
- Yecla de Yeltes ( Castro de Yecla la Vieja, oggi nell'Aula arqueológica)

##### Provincia di Segovia
- Segovia (2 verraco: un toro e un cinghiale; oggi nel Museo Provincial).[3]
- Coca (3 verraco: due davanti alla porta della città  e uno incorporato nelle mura del castello).

##### Provincia di Zamora
- Muelas del Pan
- San Vitero
- Toro
- Villardiegua de la Ribera

#### Castiglia-La Mancia

##### Provincia di Toledo
- La Puebla de Montalbán . Un verraco, ritrovato nel 2006 e collocato nel Museo "La Celestina".[4]
- Castillo de Bayuela 2 verraco. Situato nella Plaza de San Antonio e in condizioni quasi perfette.
- Talavera de la Reina . Conosciuta come "cabeza del moro" perché incassata in un muro e se ne vede solo la testa.
- Talavera la Nueva
- Torralba de Oropesa
- Torrecilla de la Jara (2 verraco)

#### Extremadura

##### Provincia di Cáceres
- Botija ( Castro de Villasviejas del Tamuja, "Tamusia")
- Guadalupe (Caserío de Mirabel)
- Jaraíz de la Vera
- Madrigalejo (attualmente nel Museo Archeologico di Cáceres )
- Segura de Toro
- Valdelacasa de Tajo
- Villar del Pedroso
- Pasarón de la Vera È stato forse distrutto nel XIX secolo ma figura ancora nello stemma cittadino.